# Festival interceltique de Lorient 2022
La 51e édition du Festival interceltique de Lorient, qui se déroule du 5 au 14 août 2022, est un festival réunissant plusieurs nations celtes. Les Asturies sont la nation celte mise à l'honneur pour cette édition, pour la troisième fois de l'histoire du festival, et celui-ci voit la venue du président de la principauté des Asturies Adrián Barbón.
Les principales têtes d'affiches de cette édition sont Gaëtan Roussel pour un spectacle « Aber Road », Murray Head, ou encore Christophe Miossec.

## Préparation

### Pays invité

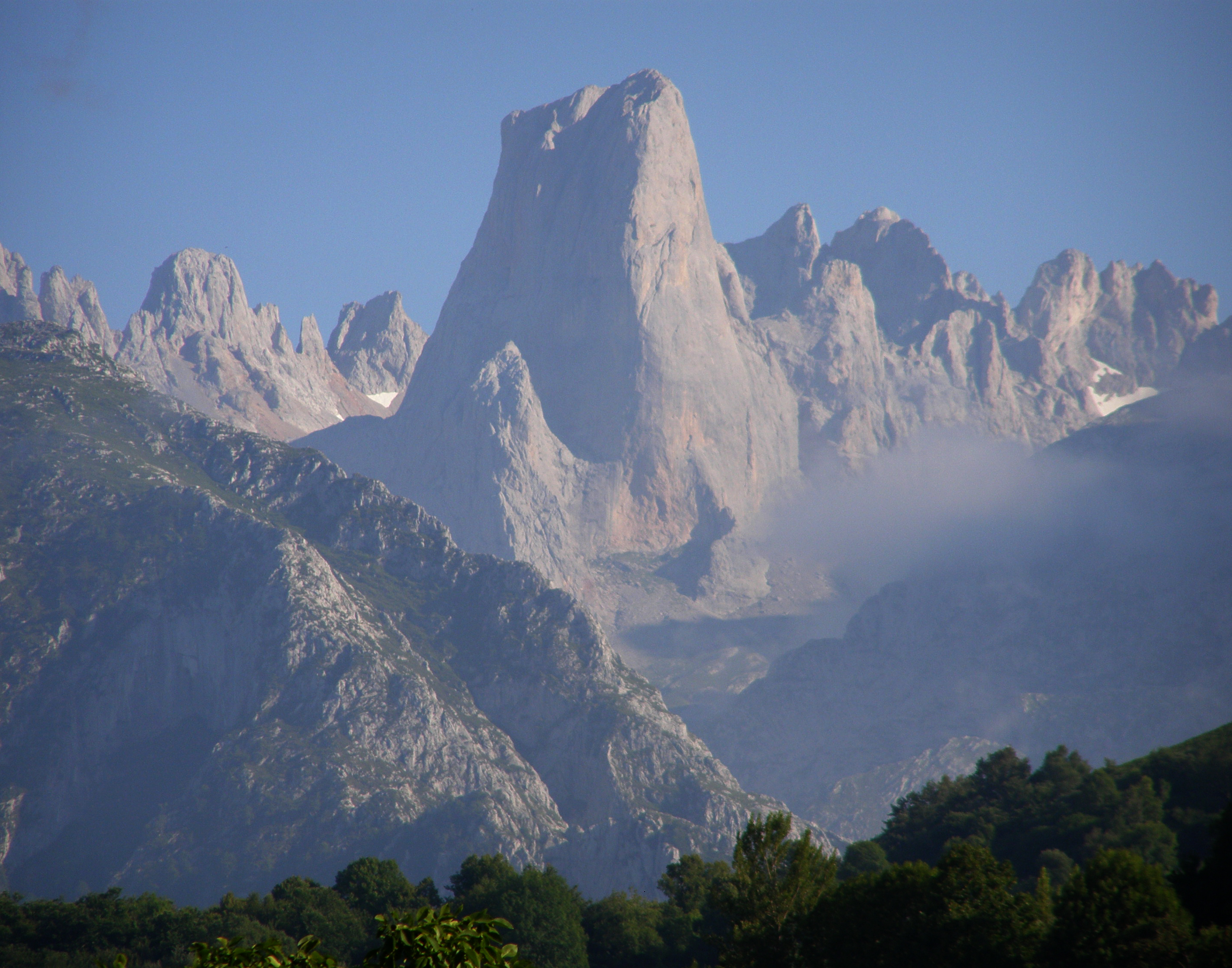
Les Pics d'Europe et le Naranjo de Bulnes (au centre) servent au visuel de cette édition.

Le mercredi 11 août 2021, en plein festival, le directeur Lisardo Lombardía dévoile lors d'une conférence de presse les dates de la prochaine édition du festival et le nom de la nation invitée en 2022 : la communauté autonome espagnole des Asturies. Une invitation en forme de clin d'œil au directeur général du FIL, originaire des Asturies, qui termine son mandat en 2021. C'est alors la quatrième fois après les éditions de 2013, de 2003, et de 1991 que les Asturies sont la nation invitée.
Un visuel reprenant des codes culturels de cette nation est dévoilé le 20 janvier 2022. Crée par l'entreprise lorientaise Orignal communication, l'affiche fait figurer les Pics d'Europe avec le Naranjo de Bulnes en position centrale, ainsi qu'une banda de gaïta et des danseurs. Les couleurs utilisées font références aux couleurs du drapeau des Asturies (bleu azur) et à « la chaleur de la nation celte la plus au sud » (couleurs lumineuses),.
La principauté des Asturies finance à hauteur de 300 000 € au travers du Conseil de la culture, du tourisme et des politiques linguistiques la venue de la délégation, et l'organisation d'un espace dédié au sein du FIL, le pavillon Asturien, où doivent jouer quotidiennement une dizaine de groupes de musique asturienne. Par ailleurs huit concerts majeurs sont programmés lors du festival sur les plus grandes scènes. Au total, 230 personnes constituent la délégation asturienne en 2022.

### Programmation
Une première partie de la programmation est dévoilée le vendredi 8 décembre 2021 sur le site internet du FIL, soit 30 noms sur environ 250 que doit comporter la programmation finale. Rompant avec l'habitude d'une annonce au début du printemps jugée trop tardive, la nouvelle direction de Jean-Philippe Mauras déclare alors vouloir présenter « pas des têtes d’affiche, juste un échantillon représentatif de la nouvelle ligne artistique ». Plusieurs noms sont dévoilés les mois suivants, jusqu'à l'annonce finale des 39 derniers noms le 7 avril 2022.
Une partie importante de la programmation fait la part belle à la culture des Asturies. Une soirée dédiée à Elías García Sánchez (es) ouvre le premier weekend du festival. Une « grande nuit des Asturies » est programmée le lundi 8 août, où jouent Llan de Cubel (en) ou  encore José Ángel Hevia. Des musiciens comme Rodrigo Cuevas (es) ou Tejedor (en) sont eux programmés sur d'autres scènes lors des 10 jours du festival. Une exposition du plasticien Ricardo Villoria de La Rioja est aussi organisée.
Les têtes d'affiche mises en avant comptent cette année-là Gaëtan Roussel pour un spectacle « Aber Road » inspirée d'une émission de télévision éponyme qui le voyait travers la Bretagne avec d'autres musiciens, Murray Head pour une reprise de son premier album, Christophe Miossec pour un spectacle « Boire, écrire, s’enfuir » tiré de son début de carrière, ou encore le spectacle « Odysée » du Bagad de Lann-Bihoué monté pour célébrer les 70 ans de la formation.
Une partie de la programmation est dédiée aux « artistes émergents » aux « sonorités très contemporaines » et regroupés dans une nouvelle scène, le Kleub. Sont ainsi programmés et mis en avant des artistes comme Elephant Sessions, Fleuves, Rodrigo Cuevas (es), ou encore Les Ramoneurs de menhirs.

### Sites et infrastructures
Le site du festival s'étend du stade du Moustoir jusqu'au quai des Indes. Plusieurs infrastructures du centre-ville de Lorient sont utilisées pendant cet évènement. Ainsi, à l'est du site, des spectacles sont quotidiennement organisés au stade du Moustoir et au Théâtre de Lorient. Au centre du dispositif, le palais des congrès reçoit des spectacles, des expositions et la plupart des services du festival (point accueil, cellule de presse…). À l'ouest, la salle Carnot reçoit des activités liées à la danse (initiations, fest-noz…) tandis que l'hôtel Gabriel et ses jardins accueillent des expositions et des activités ponctuelles. Par ailleurs, des installations temporaires sont montées pour les besoins du festival, dont Le Kleub sur le parvis de la mairie, la place des nations celtes à l'arrière du palais des congrès, le long des quais du bassin à flot, ainsi que l'Amphi-Espace Jean-Pierre Pichard en face de l'hôtel Gabriel, et sur La Coline aux abords de la tour de la Découverte.
Deux nouveautés sont mises en avant. L'Espace marine qui occupait la place d'armes face à l'Hôtel Gabriel et qui accueille la plupart des têtes d’affiche est reconfiguré. L'Amphi-Espace Jean-Pierre Pichard qui le remplace est à présent une scène de plein air. Le Kleub est une nouvelle scène, présentée comme une scène de musiques actuelles éphémère, destinée à accueillir la programmation à destination de la « jeune génération de festivaliers ».
Par ailleurs, grâce à l'association « Le Cœur à marée haute », des concerts ont lieu plusieurs jours, le temps des festivités, dans les établissements d'hébergement pour personnes âgées dépendantes,. Enfin, des évènements sont aussi organisés dans d'autres villes de la communauté d'agglomération Lorient Agglomération. Ainsi, les villes de Port-Louis et de Lanester accueillent comme tous les ans des défilés et des concerts durant le festival interceltique, villes d'accueil auxquelles se rajoutent pour cette édition Guidel-Plages, mais aussi l'île de Groix dans le cadre du festival off. 
Le badge de soutien, vendu depuis l'édition 2012, et qui permet notamment un accès à plusieurs sites de concert le soir, est supprimé au profit d'un bracelet. Ce dernier permet un comptage plus précis des jauges de concert, mais entraine un surcoût ; le prix passe alors de 5 € à 9 €.

Quelques sites du Festival interceltique de Lorient 2022
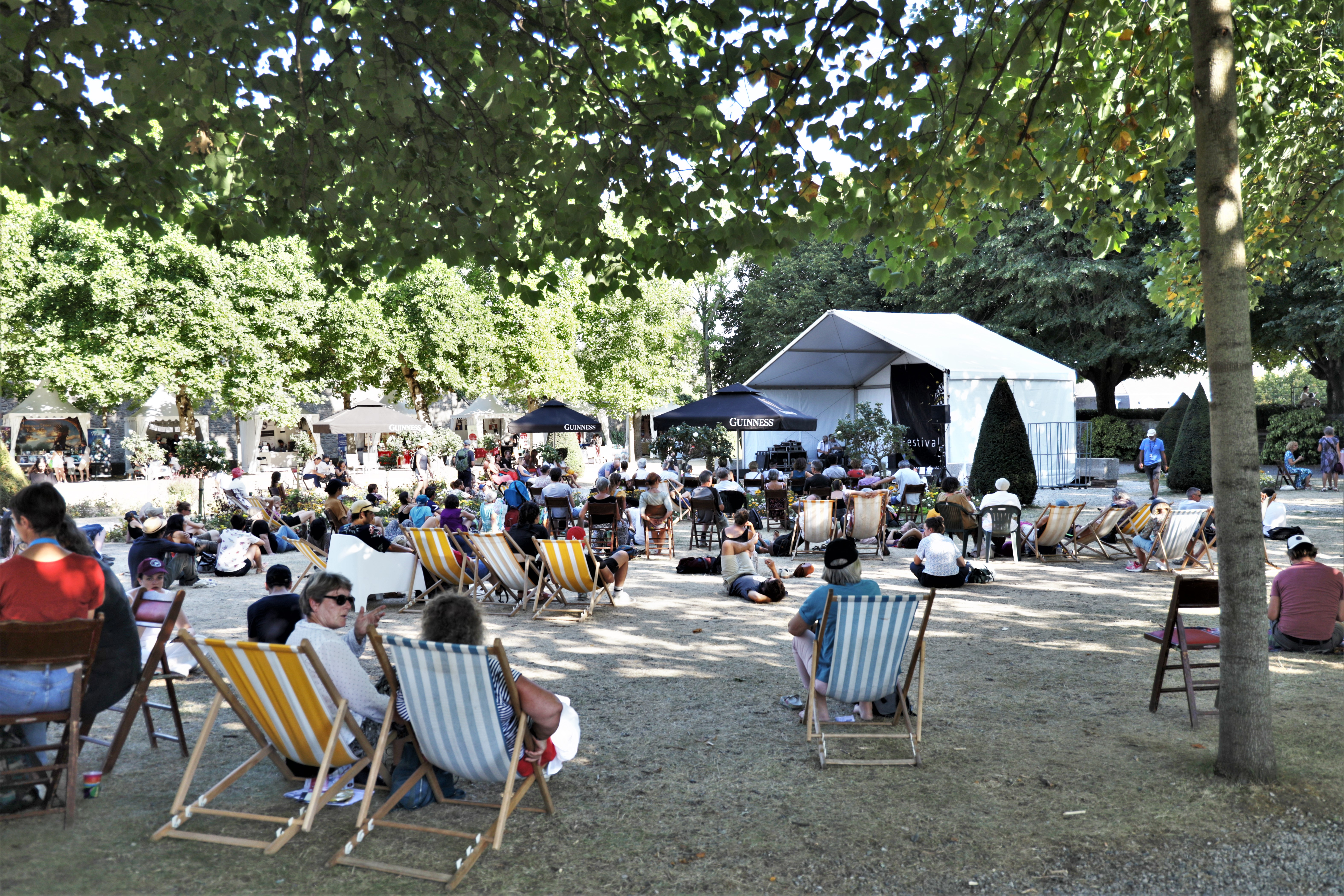
Les jardins de l'Hôtel Gabriel.
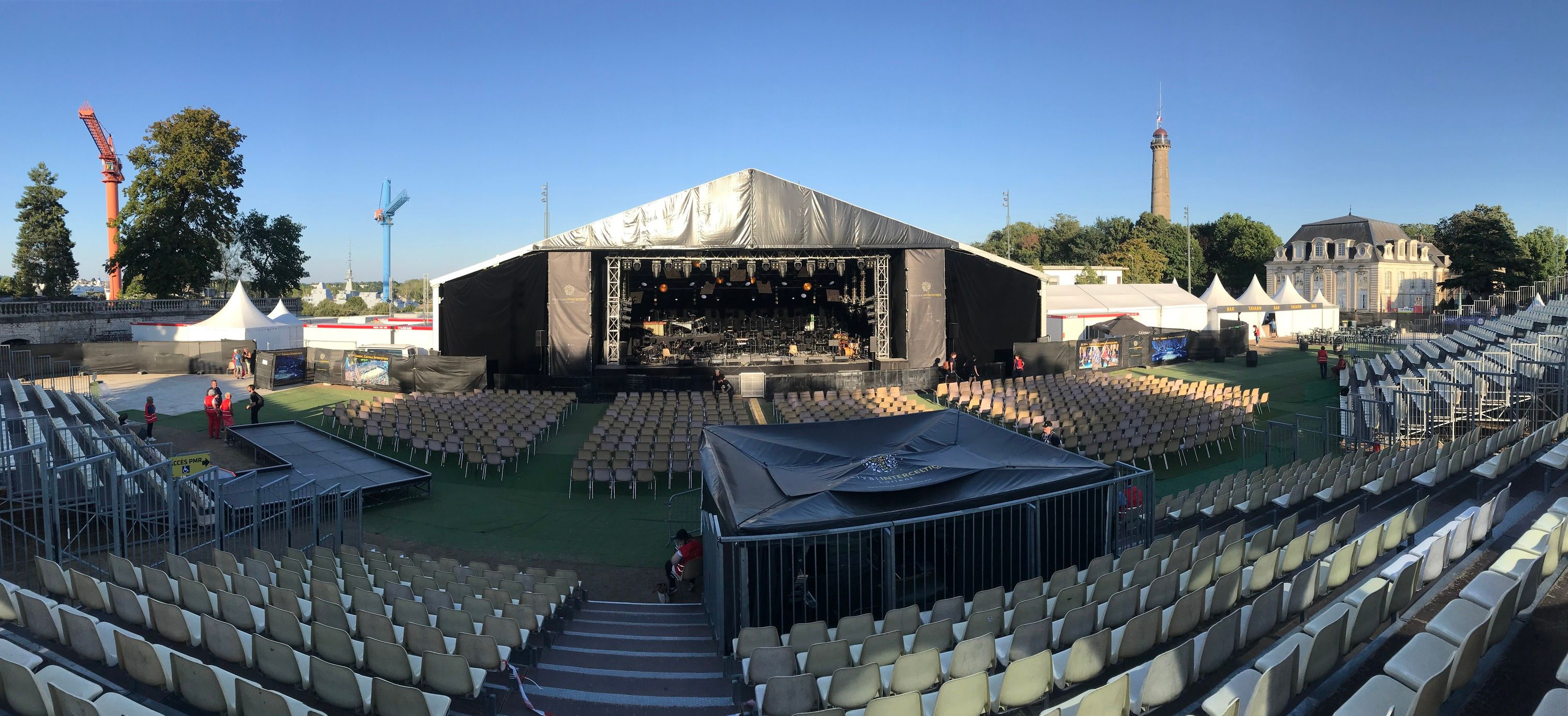
L'Amphi-Espace Jean-Pierre Pichard.
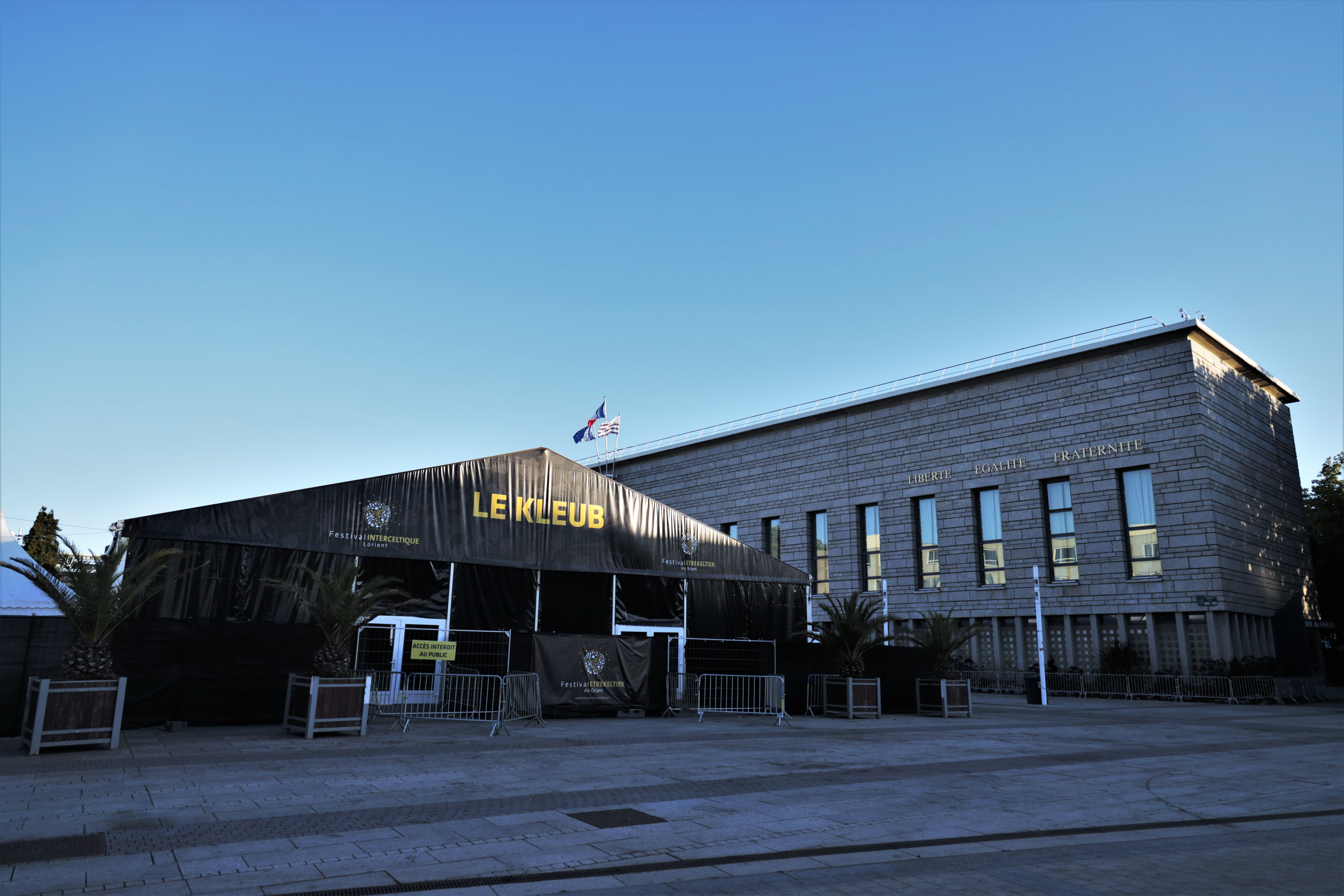
Le Kleub.

### Données financières
Le festival est bénéficiaire de réserves financières d'environ 400 000 €, en partie constitué par édition précédente qui a enregistré un bénéfice de 75 324 €. Le ministère de la Culture a de plus débloqué un financement exceptionnel de 150 000 €, non intégrée aux comptes au moment de la clôture des comptes de 2021. 
Comme de nombreux autres festival français, l'Interceltique doit faire face en 2022 à une hausse importante des coûts d'organisation liée à l'après-COVID : inflation, raréfaction des intermittents... Celle-ci est estimée à 500 000 euros pour un budget total de 7,3 millions d'euros, dont 100 000 pour le seul transport de la délégation irlandaise dont le transporteur a rompu le contrat quelques jours avant le début du festival, et les autres délégations sont aussi touchées à différents degrés. A deux mois du début de l'édition 2022, la direction du festival déclare « naviguer à vue », en cause « les problèmes de passeport, le pic inflationniste, la situation internationale ».

### Sécurité

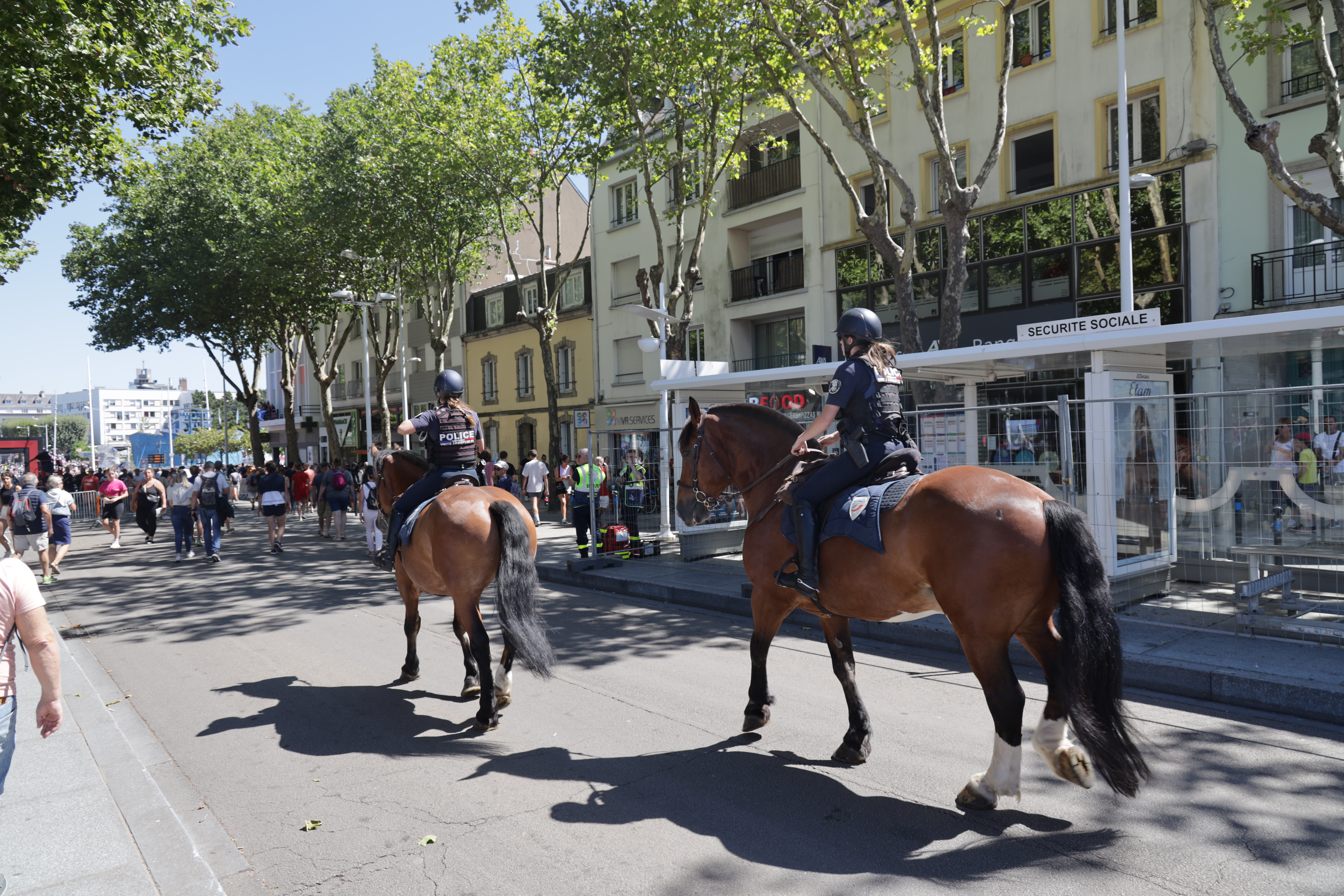
Patrouille de brigade équestre dans le centre-ville de Lorient.

La préparation de la sécurité du festival commence dès janvier 2022 sous la supervision du sous-préfet de Lorient Baptiste Rolland et des services de l'Etat, en jonction avec la municipalité lorientaise, le festival, et l'UMIH. Ce travail porte en particulier sur la sécurité des festivaliers et la gestion des flux dans et en dehors de la ville. Alors que le plan de lutte contre le terrorisme Vigipirate est toujours en application, le principe d'une fan zone centrale avec des contrôles et fouilles des sacs aux points d’entrée est reconduit
Environ 150 membres des forces de l'ordre supplémentaires sont mobilisée pour la durée du festival, dont des CRS et des militaires de l'armée de Terre de la force Sentinelle, ainsi que pour la première fois des membres d'une brigade équestre qui assure des patrouille en centre-ville.

## Déroulé

### Couverture médiatique

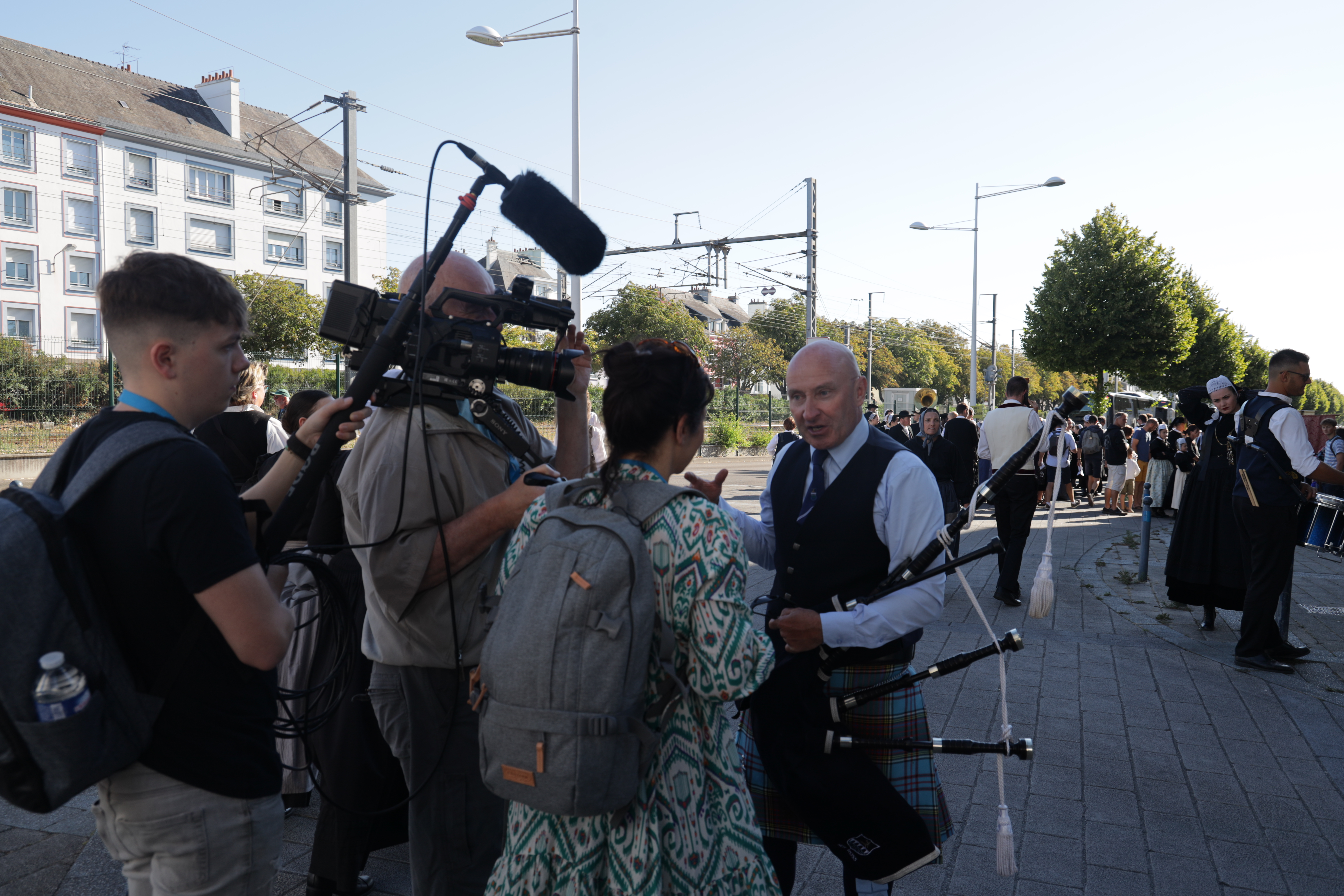
Journalistes travaillant en amont lors de la grande parade.

Le festival fait l'objet de plusieurs programmations par la chaîne de télévision France 3, qui en est le partenaire depuis 2003. La Grande Parade diffusée en début d'après-midi, le jour même de sa captation, attire 1,36 million de téléspectateurs pour 17,4 % de part de marché. « Le Grand Spectacle », dont l'enregistrement est réalisé les 9 et 6 août, est présenté par Cyril Féraud au stade du Moustoir et diffusé en prime time le 14 août. Il attire 2,3 millions de téléspectateurs avec une part de marché de 15,2 %, au second rang ce soir-là. France 3 diffuse aussi via son site internet et ses réseaux sociaux plusieurs spectacles en direct comme la finale du championnat national des bagadoù, et des sessions de musique acoustiques.  
BBC Northern Ireland réalise pendant les 10 jours du festival un documentaire, et suit l'un des pipe-band irlandais présent, le New Ross Pipeband pendant ses prestations.

### Concours
Les concours de solistes récompensent lors de cette édition Fernando Vasquez Carcaba (Trophée Mac Crimmon de gaïta), Robert Watt (Trophée Mac Crimmon de Highland Bagpipe), Anaëlle Kergus (Trophée Botuha), Robert Watt (Concours International de Pibroc'h), Yann Tudi Ruaud (Kitchen Music Lancelot), Elouan Le Bras (Concours accordéon), et Livia Ferradon-Bescond (Trophée de harpe celtique Camac).

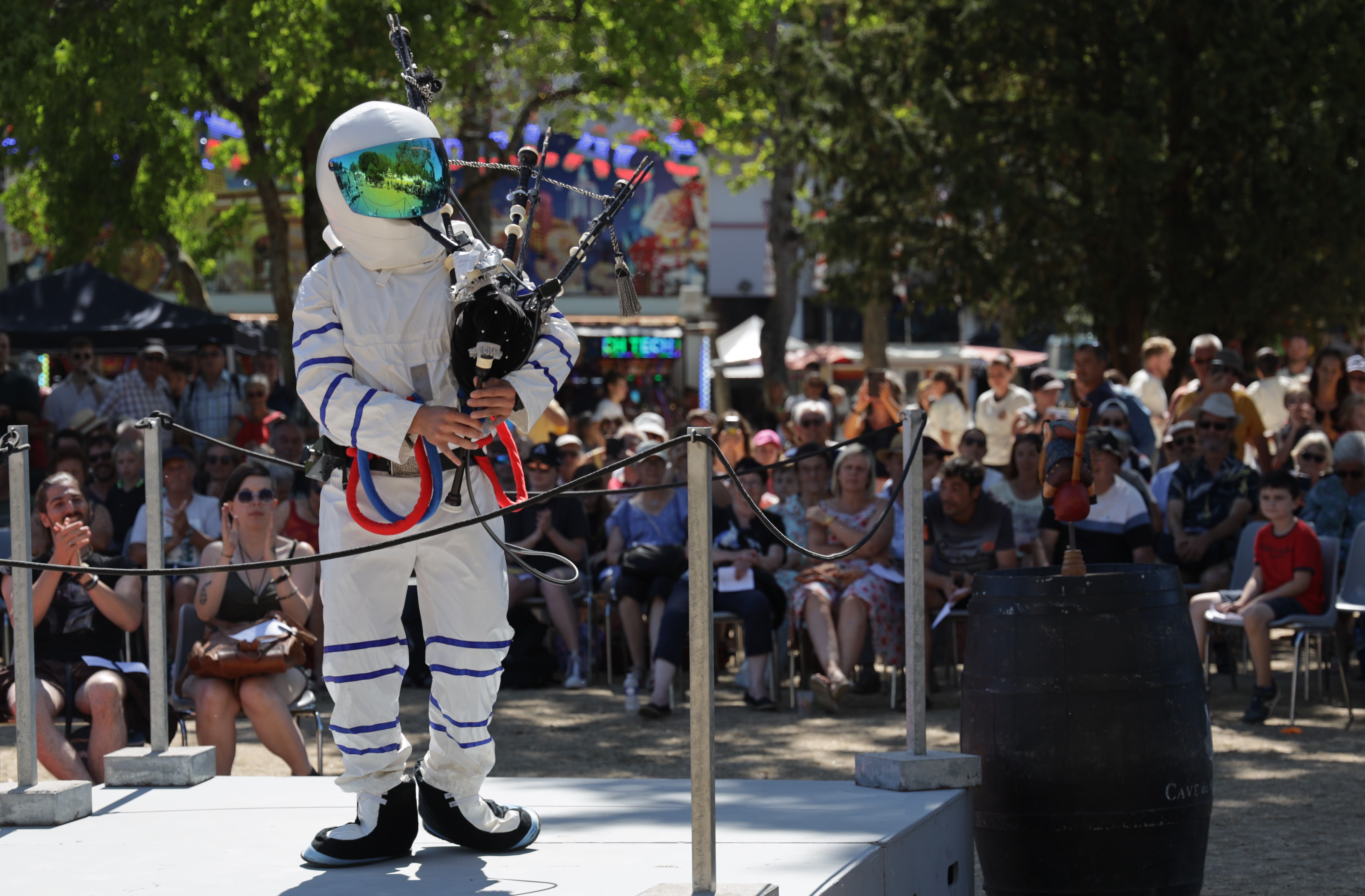
Concours de Kitchen Music au parc Jules-Ferry.

Plusieurs concours de groupes sont organisés. Le 28e « trophée Matilin an Dall » regroupe des couples de sonneurs, jugés par cinq juges au palais des congrès. Il est remporté par Goulven Hénaff et Alexis Meunier. Un prix du public est décerné à Anne-Marie Nicol et Céline Le Forestier. Le « Trophée de Musique Celtique Loïc Raison » rassemble des sélectionnés lors de l'année par des concours qualificatifs. Ceux-ci passent tous les soirs de la semaine. Les quatre finalistes jouent le second samedi du concours. Algaire (Asturies) s'impose face à Digabestr (Bretagne), Ceol Ila (Bretagne), et Electro Bombarde Project (Bretagne).
Le Championnat International de Pipe Band et le concours de batteries programmés le samedi 13 août sont annulés en raison de la vague de chaleur prévue ce jour-là. Le championnat national des bagadoù voit le Bagad Kemper remporter l'épreuve de Lorient, la seule organisée en 2022 en raison du COVID, et s'imposer au général.

### Parades

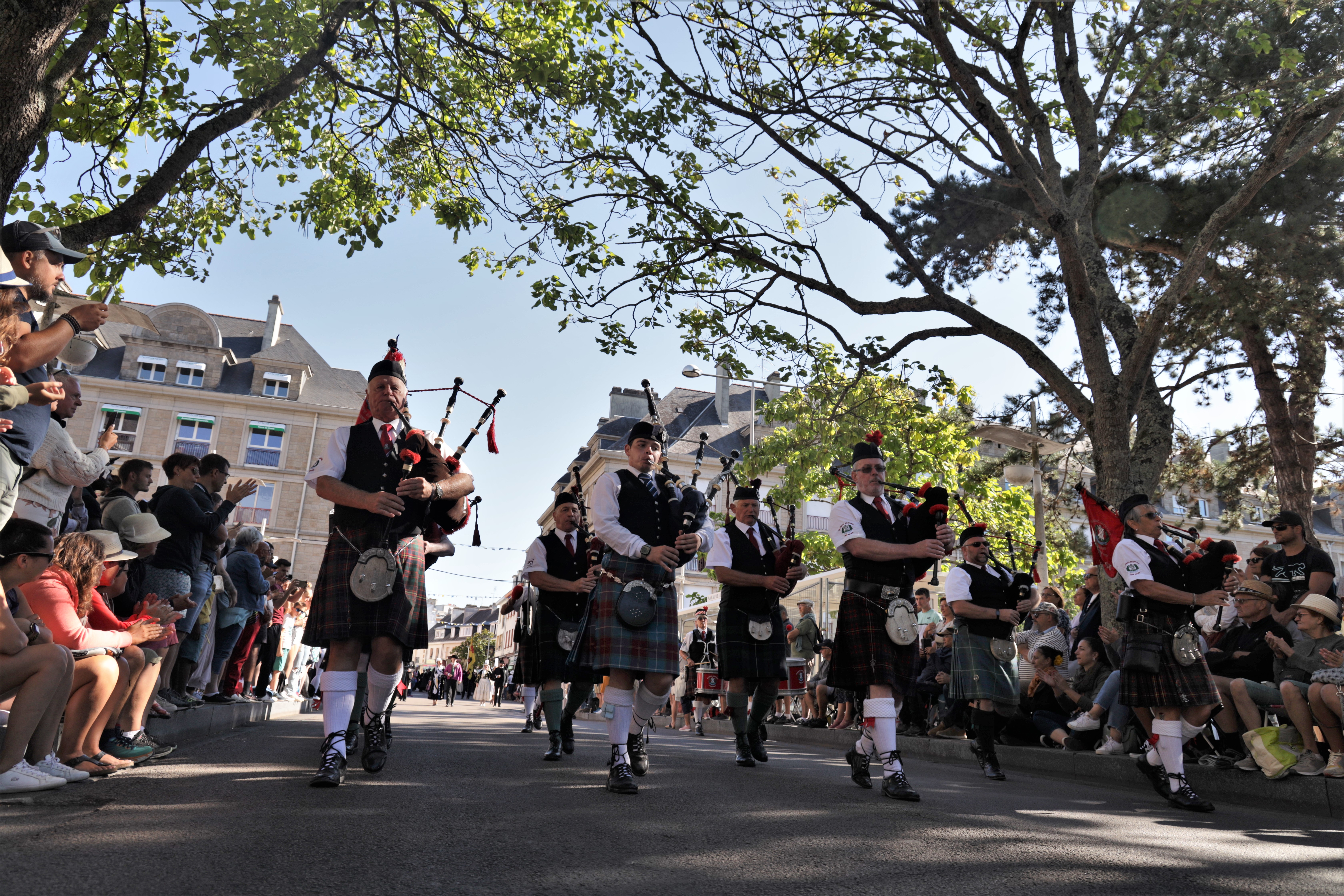
Le Reading Scottish Pipe Band pendant la Grande parade.

La matinée du dimanche 7 août voit l'organisation de la « Grande parade des nations celtes » pour la première fois depuis 3 ans, en raison de l'épidémie de COVID. Celle-ci marque son retour d'un parcours traversant le centre-ville de Lorient, après plusieurs années de départ depuis le port de pêche de Keroman. La parade s'élance du Cours de Chazelles, avant d'emprunter la rue Victor-Massé et l'avenue du Faouëdic, puis de s'achever au Stade du Moustoir. 65 groupes pour près de 3000 artistes la composent, et un total de 85 000 spectateurs dont 10 000 au stade du Moustoir sont comptabilisés,. Bénéficiant d'une diffusion en différé le jour même sur France 3 Bretagne, elle attire 1,36 million de téléspectateurs.
L'après-midi du dimanche 7 août est organisé un « Triomphe des sonneurs », regroupant près de 3000 musiciens et danseurs des bagadoù et groupes de danses bretonnes. Empruntant un parcours longeant le quai des Indes, des problèmes d'organisation rendent celui-ci chaotique, et est très critiqué par la presse qui le classe comme l'un des principaux « flops » de l'édition 2022.
Des défilés journaliers sont aussi organisés le reste de la semaine, plusieurs fois par jour mais ne comptant qu'un seul groupe à chaque fois. Ceux-ci sont annulés à compter du vendredi 12 en raison de la canicule, tout comme la parade des enfants prévue le samedi 14.

### Concerts

#### L'Amphi - Espace Jean-Pierre Pichard
Le premier concert qui se joue à l'Amphi, celui de Murray Head le samedi 6 août, se joue à guichet fermé. Présenté comme l'un des immanquables du festival par Rolling Stone, le concert se joue « devant un public enthousiaste » selon Le Télégramme qui parle alors de « belles retrouvailles avec Lorient ». Christophe Miossec qui clôt le premier weekend bénéficie du même statut d'immanquable du festival par Rolling Stone. Miossec y joue la dernière date de sa tournée « Boire, écrire, s’enfuir », lancée pour marquer les 25 ans de son premier album Boire. Il déclare au sujet du festival « Il renforce le sentiment d’être Breton. De nos jours, la celtitude et la bretonnité se diluent sacrément. Au Fil, on prend une claque. Moi, je suis Brestois d’abord et Breton après. Le Fil me questionne sur notre histoire culturelle et la politique (...) ».
La semaine débute avec le concert des 70 ans du bagad de Lann-Bihoué le soir du lundi 8. Le spectacle proposé « Odysée » prend la forme d'un tour du monde musical, conté par un jeune sur les traces de son père. Si Ar Gedour juge que « le bagad a montré une énergie décoiffante ainsi qu’une créativité conforme à l’esprit Bihoué », il regrette dans le même temps que « les près de 2000 spectateurs ont écouté sagement ce concert mémorable ». Le lendemain mardi 9 Capercaillie accompagné par l'Orchestre symphonique du Fil propose un concert lors duquel Le Télégramme juge que « legroupe a su fusionner ses racines gaéliques aux influences contemporaines ». Le mercredi 10 août voit le concert de Gaëtan Roussel, qui après « une première partie tranquille » lors de laquelle le chanteur partage la scène avec des artistes bretons (Miossec, Nolwenn Leroy, Dominique A, Yelle, Kevin Camus...), il enchaine dans « un registre plus pop rock » et lors qu'une seconde partie dans laquelle « le rockeur a pu montrer son vrai visage » et interprète seul des titres de sa carrière comme « La colère », « J'entends des voix » ou « J' t'emmène au vent »,. Le lendemain Llan de Cubel (en) et José Ángel Hevia animent eux la « grande nuit des Asturies »
Le second weekend débute avec les concerts de Dominique Dupuis puis de Le Vent du Nord le vendredi 12. La prestation de ce dernier groupe est remarquée par Le Télégramme qui parle d'« une musique explosive et une ambiance du même tonneau (de poudre) comme aux grandes heures du pavillon acadien ». Le dernier concert le samedi 13, la « Grande soirée de l'Irlande » clôt la programmation de cette scène, avec notamment un concert de Dervish, perçu par Le Télégramme comme « un avant-goût de la prochaine édition » .

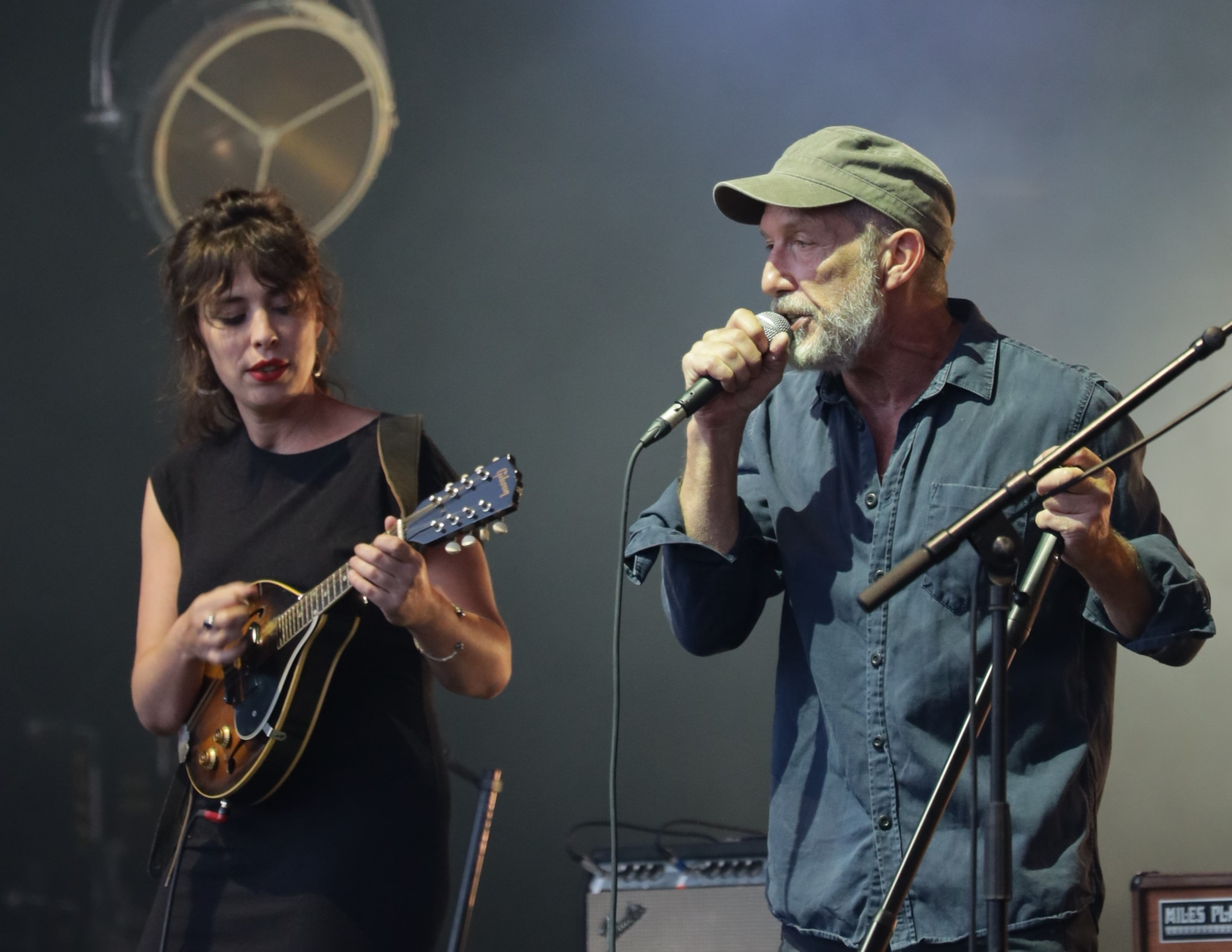
Miossec clôt le premier weekend.
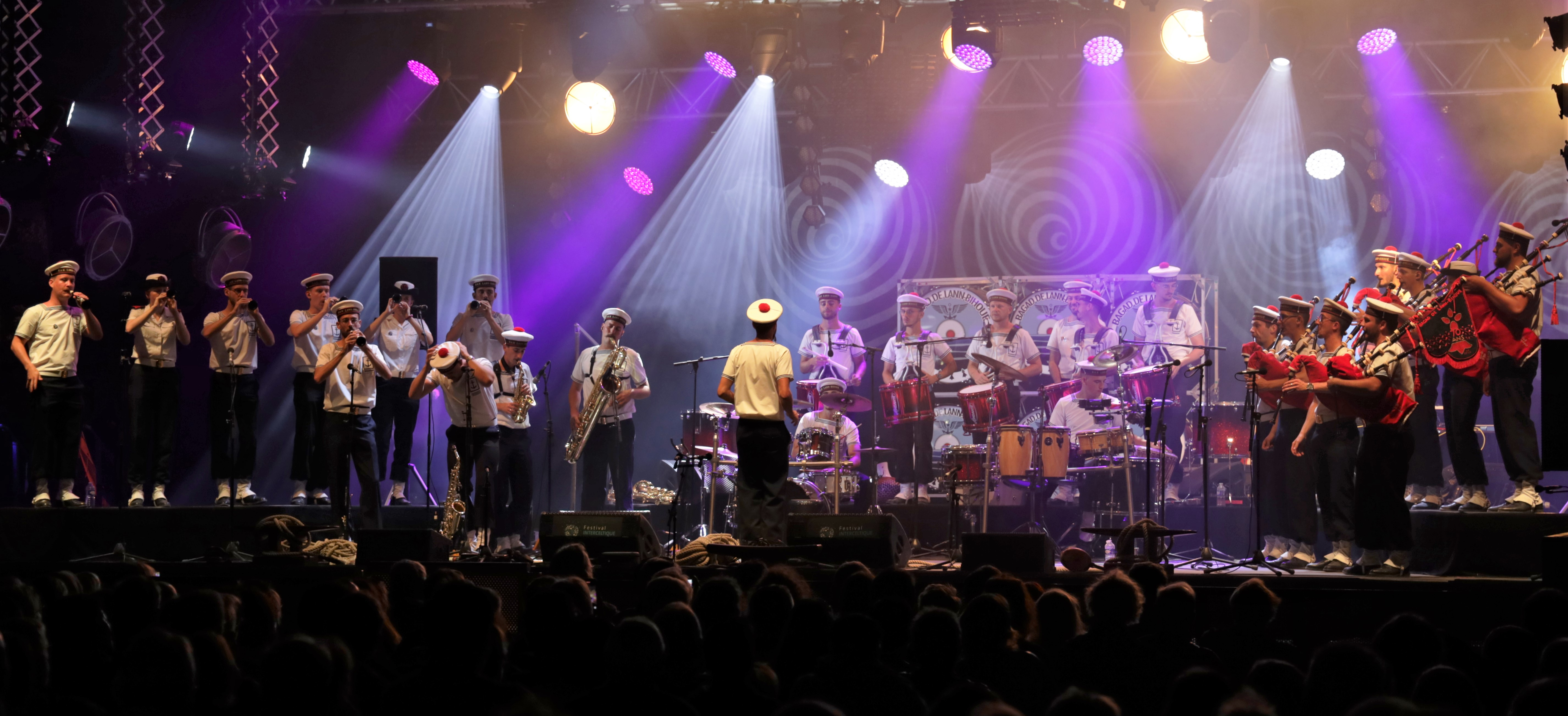
Concert des 70 ans du Bagad de Lann-Bihoué.
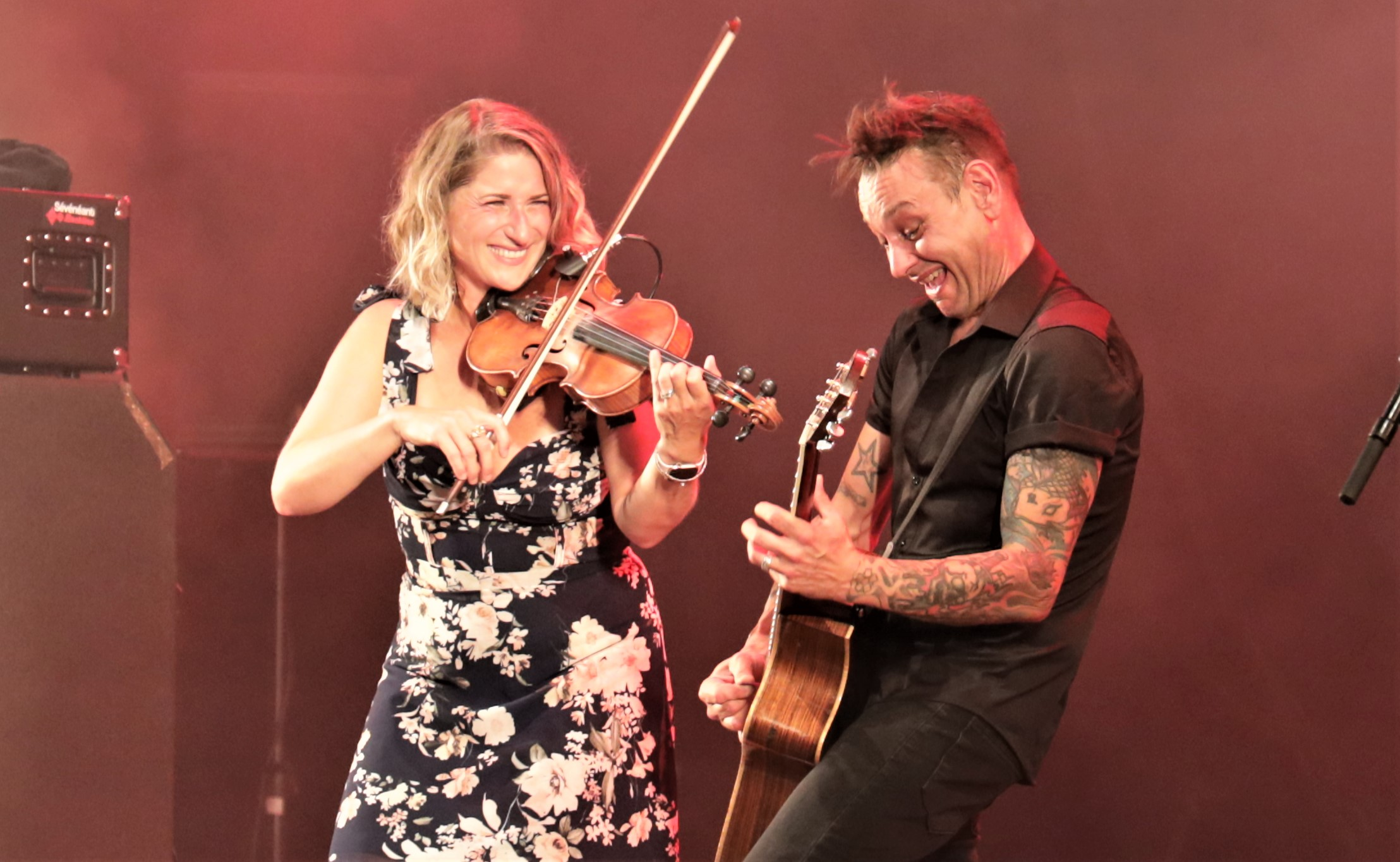
Le retour de Dominique Dupuis à Lorient.

#### Le Kleub

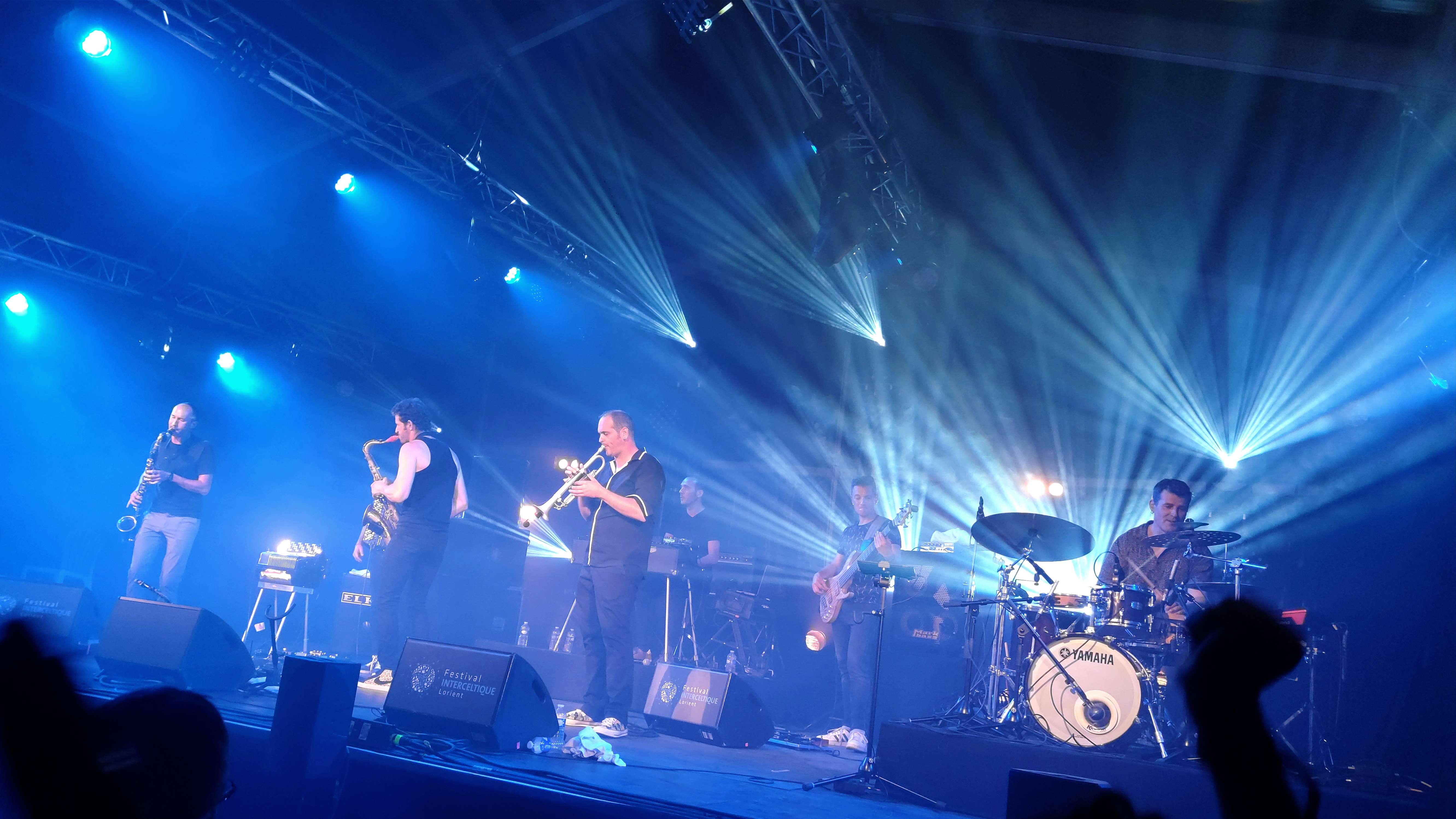
La création Supreme Folklore réunissant Fleuves et Ndiaz fait salle comble.

Le Kleub trouve dès les premiers jours du festival son public, sa jauge de 1 400 personnes étant remplie dès les concerts du vendredi 5 qui ouvre avec Plantec et du samedi 6 août. Le premier samedi est présenté la création « Supreme Folklore » qui rassemble sur scène les groupes Fleuves et Ndiaz, qui retient l'attention du Figaro qui juge de les 2 ensembles « ont enflammé le Festival interceltique de Lorient ». Le Parisien juge quant à lui la musique bretonne « transcendés par la musique de Fleuves et de'Ndiaz ». Le week-end se clôt avec un concert de l'asturien Rodrigo Cuevas (es) devant quelque 300 personnes.
Le second weekend ouvre avec un concert d'Elephant Sessions le vendredi 12 ; France 24 observe alors « à voir les bras désarticulés s'agiter dans la fosse du Kleub, ils étaient attendus », et relève « le grand écart d'âge entre les danseurs au pied de la scène » avant d'en conclure que « le pari intergénérationnel du festival interceltique semblait réussi ».

#### Pavillons des nations celtes
Le pavillon des Asturies, nation mise en avant lors de cette édition, est classée dans les principaux « flops » de 2022 par Le Télégramme, qui lui reproche un manque d'ambiance, dû en partie à des concerts tardifs et à un manque de restauration.
En raison d'une sortie tardive de l'épidémie de COVID au Canada, le pavillon de l'Acadie n'est pas représenté en 2022.

### Autres activités
Le festival accueille le président de la principauté des Asturies Adrián Barbón ; c'est alors a première fois qu'un officiel de ce rang de la principauté fait le déplacement à Lorient.
Plusieurs partenaires sortent des produits liés au festival. La Poste lance dès le 20 juin 2022 un carnet de huit timbres aux couleurs du Festival interceltique de Lorient tiré à 5 000 exemplaires. La Brasserie Lancelot sort une bière « PeBreen » (« grain de poivre » en breton), bière avec épices en référence à l'histoire de la ville, pour marquer les 20 ans de partenariat avec le festival.

### Gestion de la canicule
Le festival a lieu lors de la 3e vague de chaleur que connaît la France lors de l'été 2022. A mi-parcours, cette édition devient la plus chaude jamais enregistrée, battant le record de l'édition 2003 avec une température moyenne enregistrée supérieure à 30°C. La température continue de monter lors de la semaine, jusqu'à connaitre une pointe à 37°C le vendredi 12 août.
Plusieurs évènements sont affectés directement ou indirectement par la vague de chaleur. Dès le premier week-end, les feux d'artifice prévus au stade du Moustoir en clôture des spectacles « Horizons celtiques » sont annulés par la préfecture du Morbihan, de très nombreux pompiers étant mobilisés pour combattre les feux de forêt touchant le département au même moment. L'intensification de la vague de chaleur à la mi-semaine pousse les organisateurs à annuler dès le jeudi 11 août plusieurs parades prévues dans le centre-ville, ainsi que le concours de Pipe-band et la parade des enfants prévus le samedi 13
La canicule affecte diversement les commerçants de la ville, les festivaliers délaissant les points les plus exposés à la chaleur comme le parc Jules-Ferry au profit d'autres. Les organisateurs de la fête foraine enregistrent un bon bilan, mais observent que « sans les fortes chaleurs, c’eut été une année record ». Si les exposants situés au centre de la zone de festival, le long de l'allée Loïc-Le Page et du quai des Indes, font part d'un bon bilan, ceux situés plus en périphérie connaissent une situation plus compliquée. Les bars et restaurants enregistrent eux une année record, battant leurs chiffres de référence datant de l'édition 2019, avec une hausse du chiffre d'affaires allant jusqu'à 30 % comparé à 2019.

## Bilan

### Fréquentation
Les organisateurs du festival communiquent le chiffre de 900 000 festivaliers présents lors de cette édition, ce qui constitue alors un record de fréquentation pour le festival qui avait jusqu'à cette édition plafonné à 800 000 festivaliers lors des éditions de 2019 et de 2010. Cette fréquentation prend pour cadre une fréquentation touristique record le même été à l'échelle de la région Bretagne, ou une hausse de 9 % de la fréquentation comparée à 2019, l'année de référence, est enregistrée. La tendance est d'autant plus notable dans le Morbihan, premier département touristique de la région.
La Grande Parade est suivie par 85 000 spectateurs dans les rues de Lorient et 7 000 assistent à l'arrivée du défilé dans le stade du Moustoir. La billetterie enregistre elle la vente de 125 000 places de concerts.